# 김태춘
김태춘(본명: 김태훈)은 대한민국의 독립음악 싱어송라이터이다. 주로 컨트리 음악에 기반한 활동을 하고 있다.

## 생애 및 활동
마산 출생으로 고등학교 2학년 무렵에 기타로 연주한 자작곡을 녹음해서 교내에서 데모 테이프를 팔았다.
학교를 졸업한 후에는 펑크 음악을 하는 '피바다'라는 밴드를 만들어 활동했고 부산의 클럽 '6.25'에서 김일두를 처음 만난다.
2003년 군대를 제대한 후 2006년부터는 '일요일의 패배자들'이라는 밴드를 결성하여 블루스 음악을 시작하게 된다.
그리고 공연을 보러온 관계자에게 소개를 받아 2007년부터 2012년까지 부산광역시 '금정구 청소년 수련관' 스튜디오 관리자로 일하였다.
'일요일의 패배자들'은 쌈지 사운드 페스티벌에 숨은 고수 부문으로 참여하기도 했으나 2009년에 아시안 비트 경연대회 본선에서 탈락하고 2010년에는 오월창작가요제에서 떨어지는 등 지지부진한 활동을 하다가 2011년에 해체되었다.
그때까지 김태훈이라는 본명을 사용하던 그는 고교 시절 본인의 데모 테이프를 들은 국어 선생님이 소개해준 민중 음악가 정태춘을 기억하여
비로소 '김태춘'이라는 이름으로 컨트리 음악에 기반한 단독 활동을 시작하게 된다.
이후 김일두가 기획하고 김일두, 씨 없는 수박 김대중과 함께 결성한 삼김시대라는 프로젝트로 활동하기 시작했으며
금정구 청소년 수련관 스튜디오에서 2011년 겨울부터 짬짬히 녹음한 음원으로 EP 《가축병원블루스》를 발매하였다.
또한 김일두의 소개로 독립음악 레이블인 일렉트릭 뮤즈의 일원이 되었으며 《가축병원블루스》는 두 곡이 추가되어 정규 1집으로 재발매되었다.
1집 《가축병원블루스》는 발매되자마다 네이버 '오늘의 뮤직'과 다음 '이 달의 앨범'에 잇달아 선정되며 점차 대중에게 이름이 알려지게 되었다.
2013년 무렵에는 잠시 '김태춘과 쌍년들'이란 그룹으로도 활동하였으며 일본 간사이 지방으로 투어를 다녀오기도 했다.
2014년에는 《가축병원블루스》가 한국대중음악상 '록 음반 부문'의 후보에 올랐다. 또한 이효리의 5집 정규 음반 《MONOCHROME》의 수록곡 '묻지 않을게요'와 '사랑의 부도수표'에 작사 및 작곡자로 참여했다.
2015년 말에는 일렉트릭 뮤즈에서 독립하여 레이블 '허수아비레코드'를 설립하였다.
음악이 알려지면서 공중파 방송 및 라디오의 음악 방송에도 출연하고 있다.
2013년 7월에는 김일두, 씨 없는 수박 김대중과 함께 EBS 스페이스 공감의 '진득한 사나이들의 노래 삼김시대' 편에 출연하였다. 같은 해 8월 24일에는 이효리와 함께 KBS 유희열의 스케치북 200회 특집 'The Fan'에 출연하였다.

## 음반

### 정규 음반
- 2013년 3월 5일 김태춘 1집 《가축병원블루스》 (일렉트릭 뮤즈)
- 2016년 7월 19일 김태춘 2집 《악마의 씨앗》 (허수아비레코드)[11]

### 싱글 및 미니 음반
- 2014년 11월 27일 EP 《산타는 너의 유리창을 두드리지 않을 거야》 (일렉트릭 뮤즈)

### 참여 음반 및 수록곡
- 2012년 10월 5일 컴필레이션 《블루스 더, Blues》: '개' (붕가붕가레코드)
- 2013년 9월 10일 컴필레이션 《특별시 부산》 : '악마와 나 (Remix Ver.)' (티에스앤컴퍼니)
- 2013년 11월 22일 컴필레이션 《먼데이서울 퍼스트임팩트》: '룰루랄라부기' (한 잔의 룰루랄라)